# 奧爾洛夫 (基洛夫州)
58°32′N 48°53′E / 58.533°N 48.883°E
奧爾洛夫（俄语：Орлов）是俄羅斯基洛夫州中部的一個城市，位於維亞特卡河畔，距基洛夫西北70公里。2002年人口8,596人。
1459年首見於文獻，1780年設市。1923至1992年曾被改名為哈爾圖林（Халтурин），以紀念試圖暗殺亞歷山大二世的斯特萬·哈爾圖林。